# Justin Vincent
Justin Vincent (født 25. januar 1983) er en tidligere professionel amerikansk fodbold-spiller fra USA, der var på kontrakt for de professionelle NFL-hold Pittsburgh Steelers og Atlanta Falcons. Han blev ikke draftet, men skrev kontrakt med Atlanta Falcons som fri spiller, men kom ikke med på førsteholdet. I stedet skiftede han til Pittsburgh Steelers. Han spillede positionen running back.